# Bhakti
Bhakti (devanagari: भक्ति, 'devoció', de l'arrel en sànscrit bhaj, 'compartir', 'pertànyer', 'adorar') és un dels components essencials de l'hinduisme, que consisteix en la relació personal, concreta i existencial, del bhakta ('devot') envers Déu. El terme implica una relació de ple compromís amb la divinitat, posant l'accent en la devoció i la pràctica per sobre de ritual.
Com a camí espiritual, s'anomena bhakti marga o via del bhakti. N'existeixen diverses tradicions, com la xivaïta (culte de Xiva), la vixnuïta (culte de Vixnu i els seus avatars) o el xactisme (adoració de les dees). La pertinença a una determinada tradició, però, no és exclusiva i hom pot adorar divinitats d'altres corrents.
El Bhagavad Gita és el primer text en què es fa servir explícitament la paraula bhakti per a designar un camí religiós, i el concepte es desenvolupa de manera més elaborada en el Bhagavata Purana.
El moviment bhakti va viure un ràpid creixement al sud de l'Índia durant els segles V i ix, influint en l'art i la literatura, amb l'aparició d'obres que va difondre la poesia bhakti. Poetes com Mirabai van concebre la relació entre l'adorador i la divinitat en termes humans comuns, mentre que poetes més abstractes com Kabir i el seu deixeble Nanak (el primer guru sikh), van representar la divinitat com a única i inefable. Un dels exponents contemporanis d'aquesta literatura és el Gītānjali de Tagore.